# Чорли
Чорли (англ. Chorley) — город и административный центр более широкого района Чорли в Ланкашире, Англия, находящийся в 8,1 милях (13 км) к северу от Уигана, в 10,8 милях (17 км) к юго-западу от Блэкберна, в 11 милях (18 км) к северо-западу от Болтона, в 12 милях (19 км) к югу от Престона и в 19,5 милях (31 км) к северо-западу от Манчестера. Богатство города обеспечивалось главным образом хлопчатобумажной промышленностью.
В 1970-х годах на горизонте доминировали фабричные трубы, но большинство из них сейчас снесены: остатки индустриального прошлого включают дымоход Моррисона и другие мельничные здания, а также улицы с террасами для рабочих. Чорли — родина торта Чорли. По данным переписи 2011 года, его население составляло 34 667 человек.